# Harald Wohlfahrt

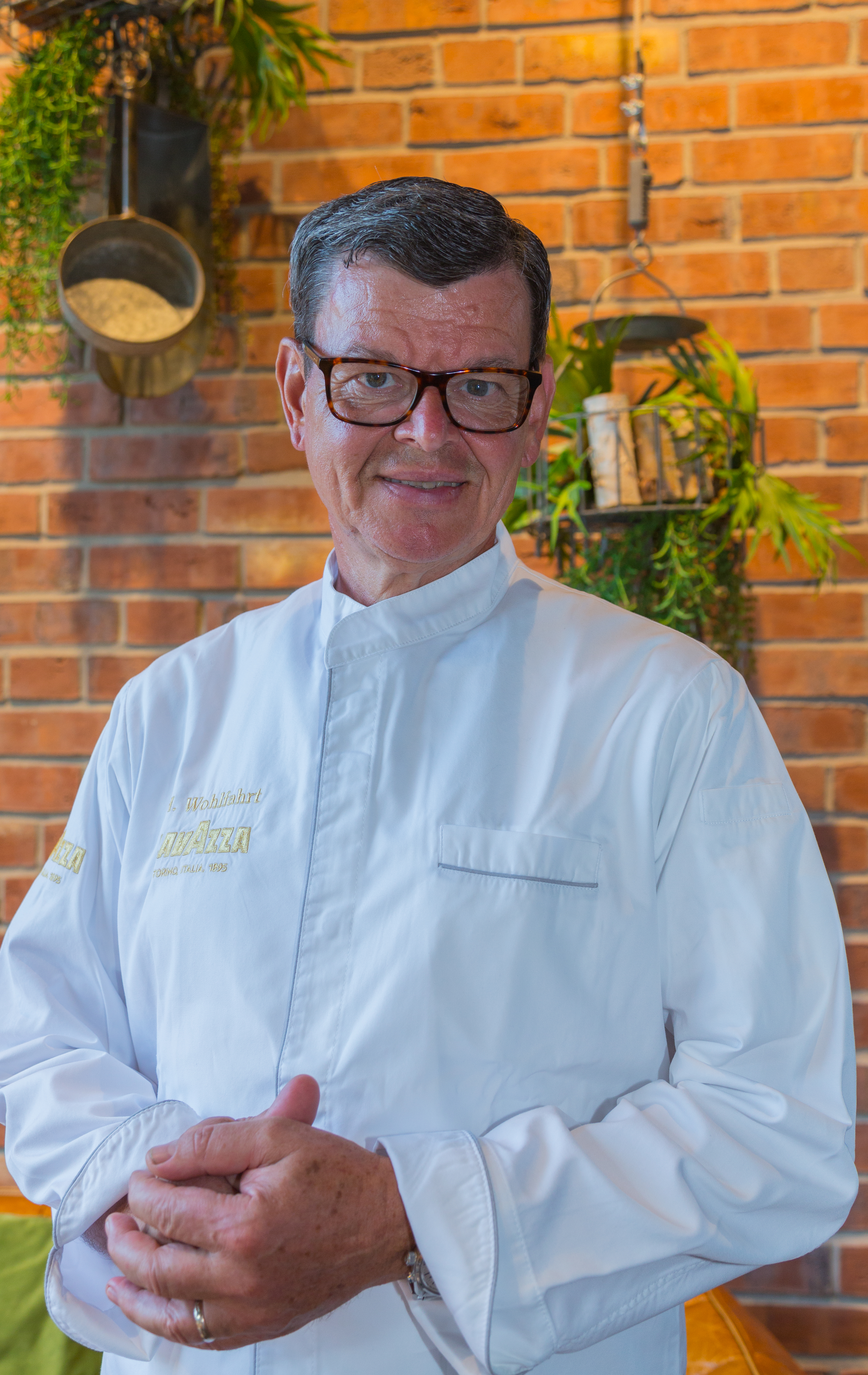
Harald Wohlfahrt (2019)

Harald Wohlfahrt (* 7. November 1955 in Loffenau) ist ein deutscher Koch. Ab 1993 wurde das Restaurant Schwarzwaldstube unter ihm 25 Mal mit drei Michelin-Sternen ausgezeichnet, öfter als jedes andere deutsche Restaurant.

## Biographie

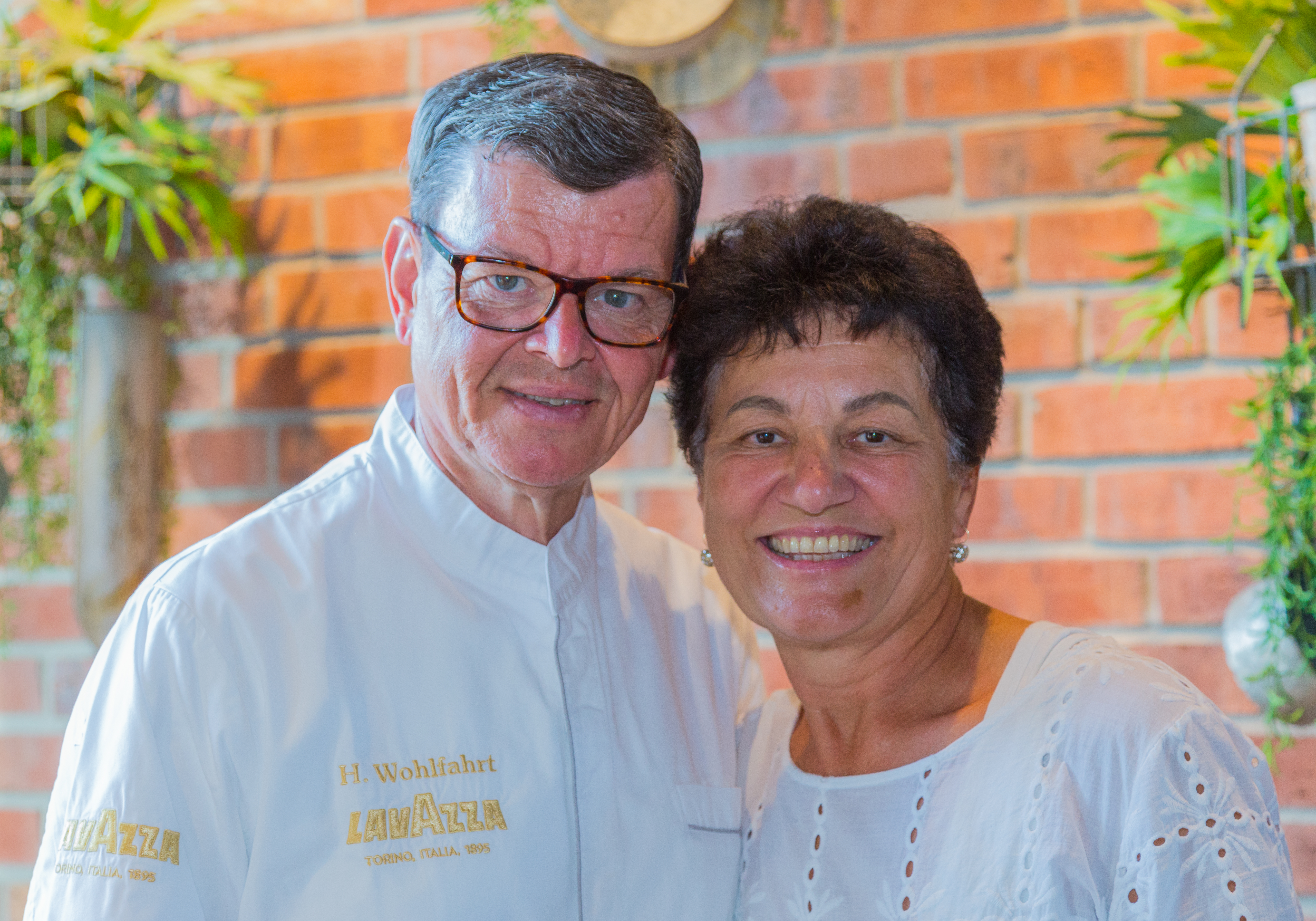
Harald Wohlfahrt und seine Frau Slavka (2019)

Wohlfahrt absolvierte von 1970 bis 1973 eine Kochlehre in Mönchs Waldhotel in Dobel. Von 1974 bis 1976 arbeitete er als Commis bei Willi Schwank im damaligen Zwei-Sterne-Restaurant Stahlbad in Baden-Baden, 1977 im Tantris bei Eckart Witzigmann in München. 1978 wurde er Souschef in der Schwarzwaldstube von Wolfgang Staudenmaier im Hotel Traube Tonbach in Baiersbronn-Tonbach. 1980 besuchte er die Meisterschule in Baden-Baden und machte ein Praktikum bei Alain Chapel in Mionnay.
Seit Herbst 1980 war Wohlfahrt Küchenchef im Restaurant Schwarzwaldstube im Hotel Traube Tonbach in Baiersbronn-Tonbach. Von 1992 (Ausgabe 1993) bis zu seiner Übergabe 2017 wurde die Schwarzwaldstube vom Guide Michelin mit drei Sternen ausgezeichnet. 25 Jahre drei Michelinsterne ist die am längsten vergebene Spitzen-Auszeichnung in Deutschland.
Im Juli 2017 übergab er an seinen Nachfolger Torsten Michel, der ab Mai 2007 Souschef und seit April 2016 Küchenchef war. Seit Herbst 2017 berät Wohlfahrt das Festspielhaus Baden-Baden in kulinarischen Fragen.

## Bewertungen
1991 ernannte ihn der Gault-Millau zum „Koch des Jahres“.
Seit 2005 verleiht ihm der Gault-Millau die höchste im deutschsprachigen Raum vergebene Note (19,5 von 20 möglichen Punkten).
Der Feinschmecker bewertet die Schwarzwaldstube mit 5 von 5 F, der Schlemmer Atlas vergibt 5 von 5 Kochlöffeln. Im Hornstein-Ranking belegt er den 1. Rang. 1994 wählte die New York Times Wohlfahrt unter die zehn besten Köche der Welt.

## Auszeichnungen
2002 wurde Wohlfahrt die Verdienstmedaille des Landes Baden-Württemberg verliehen, 2003 erhielt er die Verdienstmedaille des Tourismusverbandes Baden-Württemberg, 2004 bekam er das Bundesverdienstkreuz am Bande verliehen. 2005 wurde er „für die Förderung der kulinarischen Hochkultur in Deutschland und für eine außergewöhnliche Lebensleistung“ mit dem l’Art de Vivre Ehrenpreis geehrt, mit dem bislang außer ihm nur noch Eckart Witzigmann und Martin Öxle ausgezeichnet wurden. 2008 wurde ihm der internationale Eckart-Witzigmann-Preis in der Sparte „Große Kochkunst“ überreicht.

## Space Food
Im Jahr 2010 entwickelte Wohlfahrt Feinkost aus der Dose für Astronauten für die Europäische Raumfahrtbehörde ESA. Auch für den Astronauten Alexander Gerst und seine Mission im Jahr 2014 kochte Wohlfahrt Schwarzwälder Spezialitäten als Bonusgerichte.

## Soziales Engagement
Wohlfahrt unterstützt seit vielen Jahren die Nachsorgeklinik Tannheim bei Villingen-Schwenningen. Seit 2010 ist er außerdem im Kuratorium der Deutschen Kinderkrebsnachsorge – Stiftung für das chronisch kranke Kind, die sich für Familien mit schwerkranken Kindern einsetzt.

## Ehemalige Schüler von Wohlfahrt (Auswahl)
Aufgelistet ist die höchste für ein Restaurant erreichte Zahl der Michelinsterne: 

### Drei Michelin-Sterne
- Christian Bau (Victor’s Fine Dining by Christian Bau)
- Thomas Bühner (Restaurant la vie, seit 2018 geschlossen)
- Klaus Erfort (Gästehaus Klaus Erfort, seit 2021 2 Michelin - Sterne)
- Kevin Fehling (The Table - Kevin Fehling)
- Torsten Michel (Restaurant Schwarzwaldstube)
- Christoph Rüffer (Restaurant Haerlin)

### Zwei Michelin-Sterne
- Wolfgang Becker (Restaurant Weinhaus)
- Tanja Grandits (Restaurant Stucki)
- Dirk Hoberg, (Restaurant Ophelia)
- Silvio Nickol (Restaurant Silvio Nickol)
- Götz Rothacker (Jöhri’s Talvo)
- Jörg Sackmann (Restaurant Schlossberg)
- Douce Steiner (Restaurant Hirschen)
- Paul Stradner (Restaurant Brenners Park Restaurant)
- Hendrik Otto (Restaurant Lorenz Adlon Esszimmer)
- Sebastian Zier (Restaurant Einstein)
- Stefan Heilemann (Hotel Widder, Zürich)

Insgesamt wurden die Restaurants von Wohlfahrts Schülern bis 2017 mit knapp 80 Sternen ausgezeichnet.

## Publikationen
- Feines aus meiner Küche. Augustus, Augsburg 1998, ISBN 3-80433-109-2.
- Feine Desserts aus unserer Küche. Augustus, München 2000, ISBN 3-80436-018-1.
- Kunst und Magie in der Küche. Umschau, Neustadt an der Weinstraße 2007, ISBN 978-3-86528-276-7.
- SZ Gourmet Edition: Die Kochlegende Harald Wohlfahrt. TreTorri, Wiesbaden 2018, ISBN 3960330480.